# Christoph Grab

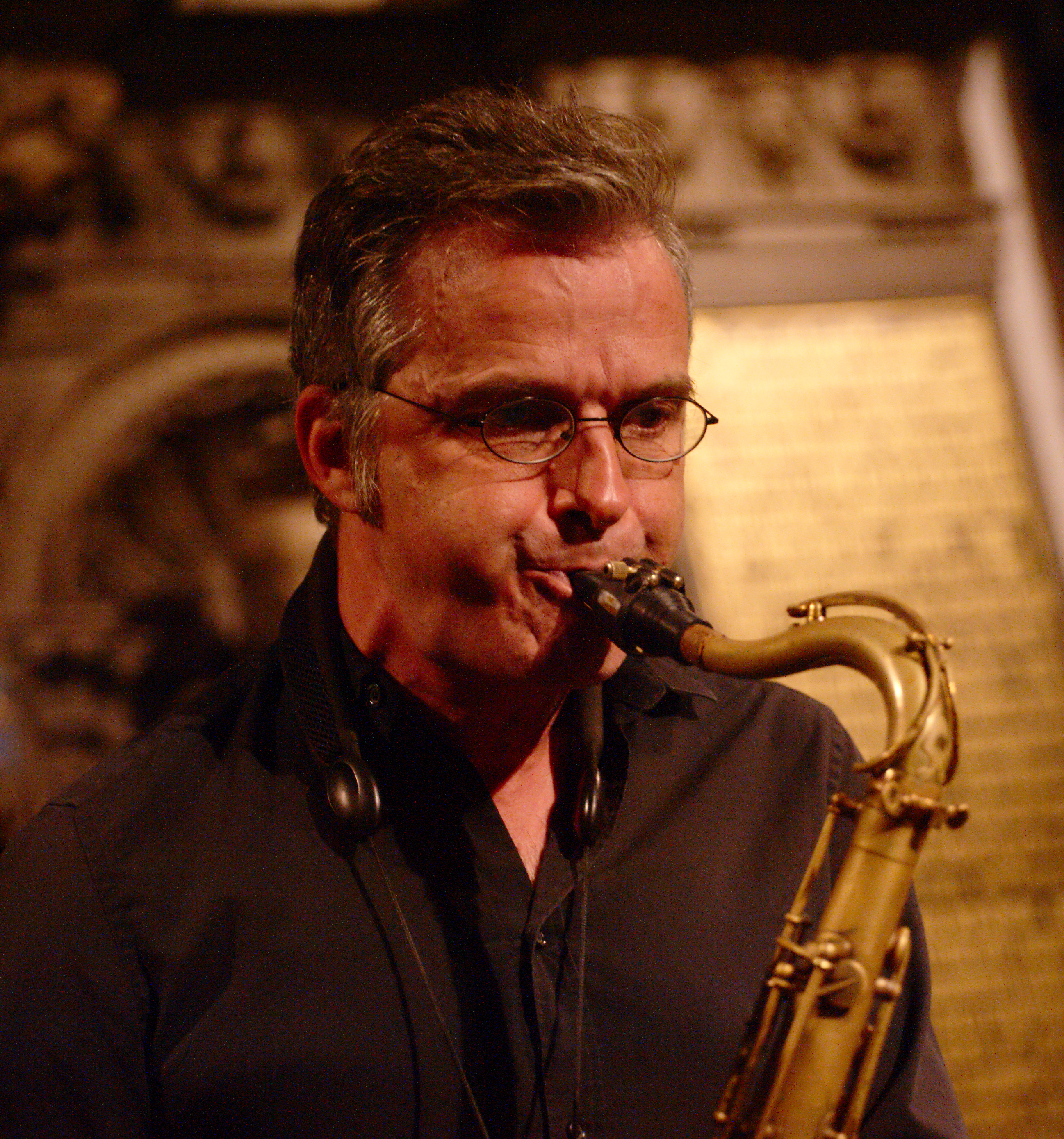
Christoph Grab in 2019

Christoph Grab (Bern, 5 september 1967) is een Zwitserse jazzsaxofonist (tenor-, alt- en sopraansaxofoon), componist en professor.

## Biografie
Grab studeerde aan de Swiss Jazz School in Bern saxofoon, compositie en arrangement, zijn docenten en mentoren waren o.a. Andy Scherrer, Sal Nistico, Jerry Bergonzi, Joe Lovano en Dave Liebman. Met zijn jazzkwartet nam hij de albums Personal en Cryptic Blues (UTR) op. Tegenwoordig werkt hij met de groep Raw Vision (met Frank Möbus, Silvan Jeger en Maxime Paratte). Met zijn space-surf-punk-groep Science Fiction Theater kwam hij in 2010 met het album Pimp Town, uitgebracht op Traumton Records.
Naast zijn werk als freelancer in de Zwitserse jazzscene is hij actief in veel groepen, waaronder KOJ, Zurich Jazz Orchestra, Nuromodulator, het sextet van Elmar Frey, Spittin' Horns, Ellingtonality, The Blindside en het kwartet van Lukas Bitterlin. Hij houdt zich tevens intensief bezig met elektronica en zijn performances hebben ook in de electronica- en DJ-scene de aandacht getrokken. Sinds 1998 is Grab professor voor saxofoon en improvisatie aan de jazzfaculteit van de Zürcher Hochschule der Künste.

## Discografie (selectie)
Eigen groepen
- Science Fiction Theater : Pimp Town (2010, Traumton)
- Christoph Grab’s Cryptic Blues: Personal (2004, Unit Records)
- Christoph Grab’s Cryptic Blues: Cryptic Blues (Unit, 2006)
- Nuromodulator: N (2008, everest records)
- Christoph Grab's Reality Scan: The Soul of the City (2000, EV)

Als 'sideman'
- Marion Denzler Group: With Every Breath I Take (2005, SKYVOICES)

- Elmar Frey Sextett: News from the Past (2005, Altrisuoni)
- Zurich Jazz Orchestra:

Beyond Swiss Tradition (2006, Universal)
New Plans (2008, Universal)
Song (2012, Jazz'n'Arts 5812)
- Lukas Bitterlin Quartet: Driftwood (2008, Unit)

- KOJ / Nadelöhr:

Nadelöhr (1994, Unit)
Charming Stories (1998, Unit)
Merry Melodies (2002, Unit)
Piffkaneiro (KOJ & Louis Sclavis, 2009, between the lines)
- Terra Q:

Thoughts (1994, Eigenverlag)
- Portenier-Grab:

The Art of Duo (1998, Plainispare)
- Kurt Weil & Vibes Revisited:

Late But Not too Late (1997, Columbia)
Moving Forward - Reaching Back (1999, TCB)
- ContempArabic Jazz Ensemble:

Welcome to Egypt (1998, Musicora)
Nuba Hsin (2000, Musicora)
- Switzerjazz:

Switzerjazz (1996, TCB)
- Kieloor Entartet:

The Red Light Fuge (1995, UNIT REC)
- Blastic:

Clockwise (1990)